# Jean-Joël Barbier
Pour les articles homonymes, voir Barbier.
Jean-Joël Barbier, né à Belfort le 25 mars 1920 et mort à Paris 14e le 31 mai 1994, est un pianiste et un écrivain français.

## Biographie
Il entreprend des études littéraires et passe une licence de lettres grec-latin. Dans le même temps il étudie le piano auprès de Blanche Selva et de Lazare Lévy, mais ses études sont interrompues par la Seconde Guerre mondiale. 
Il s'oriente d'abord vers l'écriture, publiant des romans et un Dictionnaire des musiciens français, en 1961, et collabore à La Revue musicale. Il se produit comme pianiste, interprétant surtout la musique française: Debussy, Chabrier, Déodat de Séverac.
En 1966, il joue le rôle du prêtre dans Au hasard Balthazar de Robert Bresson, en plus de participer à la bande sonore en interprétant l'andantino de la Sonate pour piano no 20 en la majeur D. 959 de Schubert.
En 1971-1972, il grave l'intégrale de l’œuvre pour piano seul d'Érik Satie, dont le volume 4 est alors couronné par le Grand Prix de l'Académie Charles-Cros du disque français.

## Livres
- Théâtre de minuit
- Ishtar (1946)
- Les Eaux fourrées (1951)
- Irradiante (1954)
- Dictionnaire des musiciens français
- Au piano avec Érik Satie (1986)
- recueils de poésies diverses
- Debussy, éditions Séguier, coll. « Carré musique » (2008)

## Manuscrits
- Natacha
- L'Égoutier de la Concorde
- Lassos
- Stella (drame lyrique)
- Musique d'Yvan Semenoff
- Marcel Despart
- Œuvres pour piano d'Érik Satie
- projets d'éditions
- revues musicales
- correspondances et articles musicaux

## Discographie
- L'œuvre pour piano d'Érik Satie (Disque BAM LD 5779)
- L'œuvre pour piano d'Érik Satie, coffret intégral (4 CD / 67 titres, 1971-1972) ; réédité en 2002 par Disc'Az / Universal France
- Jean-Joël Barbier avec Jean Wiener pour les pièces à quatre mains, chez Accord (1999) - Intégrale qui ne retient que les œuvres publiées du vivant de Satie et exclut les pièces posthumes et les ajouts de Robert Caby